# 九三式側車付自動二輪車
九三式側車付自動二輪車（きゅうさんしきそくしゃつきじどうにりんしゃ）とは、日本陸軍で使用されていた側車付自動二輪車の制式名である。
同車両は米国ハーレーダビッドソン社の製品に一部の改良を加えたもので、既に陸軍が採用していた同社製の側車付自動二輪車と酷似していた。

## 制式採用の経緯

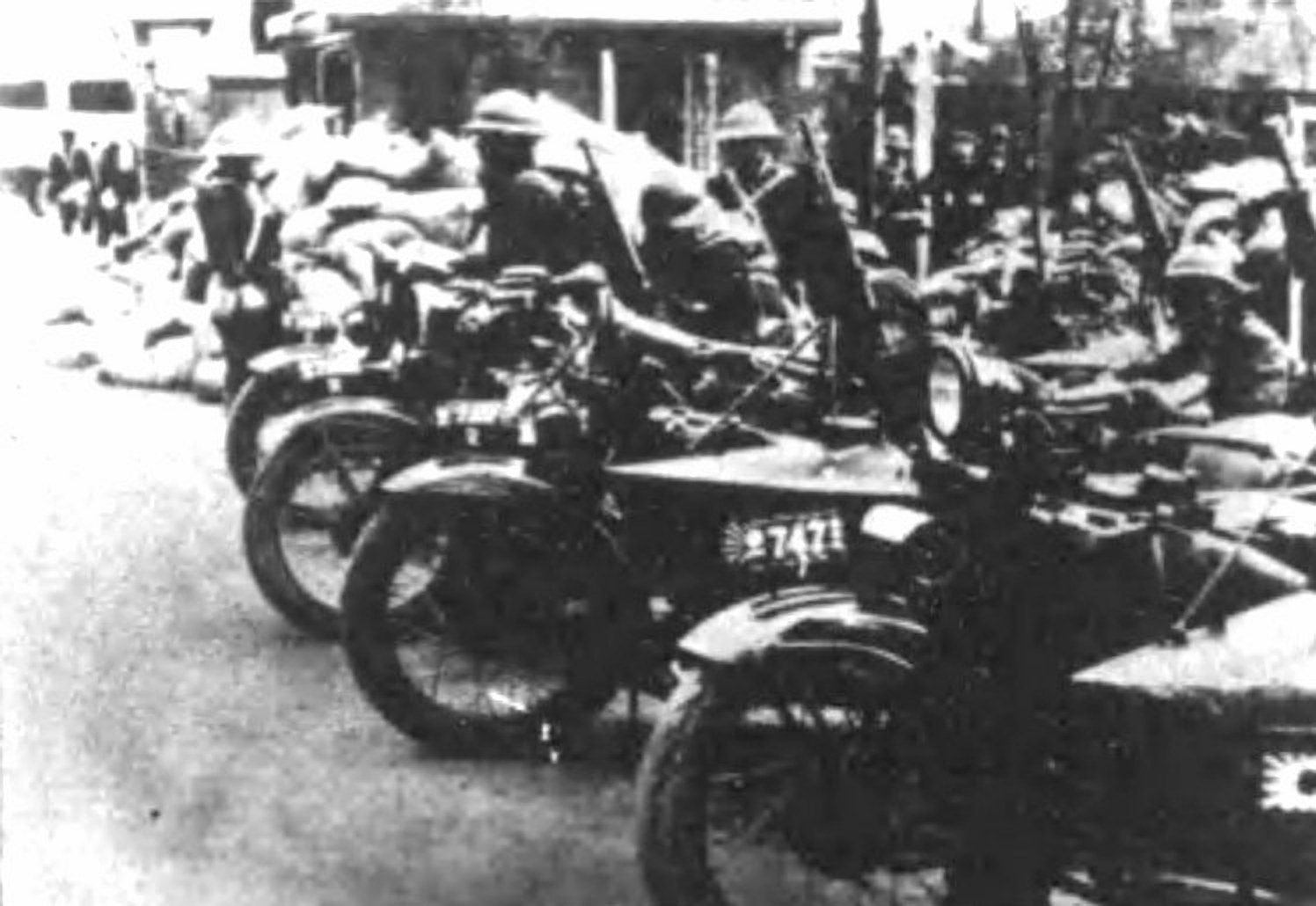
第一次上海事変に於いて側車付自動二輪車を運用する海軍陸戦隊の機関銃隊

陸軍では従来米国製車両を使用していたが、日本内燃機株式会社および「シシドオートバイ」株式会社による国産民生品の製造開始により、これらを昭和8年1月より制式採用に向けて陸軍技術本部が比較検討開始。両社より各4両購入し走行試験。性能十分なるも多数の改良が必要との結論。同年11月、各部修正済みの両者製品各1両を購入、実走試験を行う。性能の著しい向上が見られたが、なお改良が必要となる。以後改良を継続、軍用目的に十分な性能が得られたが、「シシドオートバイ」解散により日本内燃機製が採用される。

## 概要
ハーレーダビッドソンの製品より地上高を増大させ、不整地における走行性能を向上させたほか、発動機およびドライブトレインに若干の改良あり。
- 発動機：4ストローク空冷V型2気筒、シリンダー内径90mm、行程94mm、圧縮比4.7、排気量1197cc
- クラッチ：乾式多板、ハーレー社製品と同型で交換可能。
- 変速機：前進3速後退1速、摺動漸進式
- 伝動装置：シャフト式
- 油槽：燃料20リットル、潤滑油5リットル、約8時間の連続走行が可能
- 側車：「ハーレー」式と同等。ただし機関銃取付金具と補強および後部に予備車輪を装備
- 自重：440kg
- 全長：2.630m
- 全幅：1.760m
- 全高：1.200m
- 発動機最大出力：22馬力（毎分3500回転）
- 点火方式：マグネット式
- タイヤ寸法：27インチｘ4インチ
- 最低部地上高：150mm
- 最小回転半径：1.930m
- 最高速度：80km/h
- 登攀力：傾斜1/3
- 燃料消費率：14.6km/l、
- 潤滑油消費率：74km/l